# Tom Bohli
Tom Bohli (Uznach, 17 januari 1994) is een voormalig Zwitsers wielrenner.

## Baanwielrennen

### Palmares
| Jaar     | NK            | EK                                   | WK            | Overig               |
| Junioren | Junioren      | Junioren                             | Junioren      | Junioren             |
| -------- | ------------- | ------------------------------------ | ------------- | -------------------- |
| 2012     |               | Achtervolging, Puntenkoers           | Achtervolging |                      |
| Beloften |               |                                      |               |                      |
| 2013     |               | Ploegenachtervolging                 |               |                      |
| 2014     |               | Ploegenachtervolging · Achtervolging |               |                      |
| 2015     |               | Achtervolging · Ploegenachtervolging |               |                      |
| Elite    |               |                                      |               |                      |
| 2014     | Achtervolging |                                      |               | Aigle: Achtervolging |
| 2015     |               |                                      |               |                      |

## Wegwielrennen

### Overwinningen
2011
Proloog Tour du Pays de Vaud
 Zwitsers kampioen op de weg, Junioren
4e etappe GP Rüebliland
2012
Bergklassement Ronde van Istrië
3e etappe Tour du Pays de Vaud
 Zwitsers kampioen op de weg, Junioren
 Zwitsers kampioen tijdrijden, Junioren
Puntenklassement GP Rüebliland
2013
 Zwitsers klimkampioen, Beloften
2015
Proloog Ronde van Normandië
Ronde van Bern
2016
Proloog Driedaagse van West-Vlaanderen
5e etappe Eneco Tour (ploegentijdrit)
2017
1e etappe Ronde van Valencia (ploegentijdrit)
Jongerenklassement Ronde van de Haut-Var

## Resultaten in voornaamste wedstrijden
| Jaar | Ronde van Italië | Ronde van Frankrijk | Ronde van Spanje |
| ---- | ---------------- | ------------------- | ---------------- |
| 2015 |                  |                     |                  |
| 2016 |                  |                     |                  |
| 2017 |                  |                     |                  |
| 2018 |                  |                     |                  |
| 2019 | 139e             |                     |                  |
| 2020 |                  |                     |                  |
| 2021 |                  |                     |                  |
| 2022 |                  |                     |                  |
| 2023 |                  |                     |                  |

| Jaar | Milaan-San Remo | Gent-Wevelgem | Ronde van Vlaanderen | Parijs-Roubaix | Parijs-Tours |  | Wereldranglijsten |
| ---- | --------------- | ------------- | -------------------- | -------------- | ------------ |  | ----------------- |
| 2015 |                 |               |                      |                | 37e          |  |                   |
| 2016 |                 |               |                      |                |              |  |                   |
| 2017 |                 |               |                      |                |              |  | 276e (UWT)        |
| 2018 |                 |               |                      |                |              |  | 274e (UWT)        |
| 2019 |                 |               |                      | opgave         | opgave       |  |                   |
| 2020 |                 | opgave        | 80e                  |                |              |  |                   |
| 2021 |                 |               | opgave               | 72e            | 104e         |  |                   |
| 2022 |                 | opgave        | opgave               |                |              |  |                   |
| 2023 | 158e            |               |                      |                |              |  |                   |

## Ploegen
- 2015 –  BMC Racing Team (stagiair vanaf 1 augustus)
- 2016 –  BMC Racing Team
- 2017 –  BMC Racing Team
- 2018 –  BMC Racing Team
- 2019 –  UAE Team Emirates
- 2020 –  UAE Team Emirates
- 2021 –  Cofidis
- 2022 –  Cofidis
- 2023 –  Tudor Pro Cycling Team
- 2024 –  Tudor Pro Cycling Team

Atapuma · Bookwalter · Burghardt · Caruso · De Marchi · Dennis · Dillier · Drucker · Evans · Flakemore · Gilbert · Hermans · Küng · Lodewyck · Moinard · Oss · Phinney · Quinziato · Rosskopf · Sánchez · Schär · Senni · Stetina · Teuns · Van Avermaet · Van Garderen · Velits · Vliegen · Wyss · Zabel · Bohli (stagiair) · Frankiny (stagiair) · Gerts (stagiair)
Atapuma · Bohli · Bookwalter · Burghardt · Caruso · De Marchi · Dennis · Dillier · Drucker · Gerts · Gilbert · Hermans · Küng · Moinard · Oss · Phinney · Porte · Quinziato · Rosskopf · Sánchez · Schär · Senni · Teuns · Van Avermaet  · Van Garderen · Velits · Vliegen · Wyss · Zabel · Eisenhart (stagiair) · Lienhard (stagiair)
Bohli · Bookwalter · Caruso · De Marchi · Dennis · Dillier · Drucker · Elmiger · Frankiny · Gerts · Hermans · Küng · Moinard · Oss · Porte · Quinziato · Roche · Rosskopf · Sánchez · Schär · Scotson · Senni · Teuns · Van Avermaet  · van Garderen · Van Hooydonck · Ventoso · Vliegen · Wyss · Müller (stagiair) · Welten (stagiair)
Bettiol · Bevin · Bohli · Bookwalter · Caruso · De Marchi · Dennis   · Drucker · Frankiny · Gerrans · Küng · Porte · Roche · Roelandts · Rosskopf · Schär · Scotson · Teuns · Van Avermaet  · van Garderen · Van Hooydonck · Ventoso · Vliegen · Wyss
Aru · Bohli · Bystrøm · Consonni · Conti · Costa · Đurasek · Ferrari · Gaviria · Henao · Kristoff · Laengen · Marcato · Martin · Mirza · Molano · Mori · Muñoz · I. Oliveira · R. Oliveira · Petilli · Philipsen · Pogačar · Polanc · Ravasi · Raboesjenka · Sutherland · Troia  · Ulissi
Ardila · Aru · Bjerg · Bohli · Bystrøm · Conti · Costa · Covi · De la Cruz · Dombrowski · Formolo · Gaviria · Henao · Kristoff · Laengen · Marcato · McNulty · Mirza · Molano · Muñoz · I. Oliveira · R. Oliveira · Philipsen · Pogačar · Polanc · Ravasi · Raboesjenka · Richeze · Troia · Ulissi
Allegaert · Barceló · Berhane · Bohli · Carvalho · Champion · Consonni · Drucker · Edet · Fernández · Finé · Geschke · Haas · Jesús Herrada · José Herrada · Lafay · Laporte · Martin · Morin · Perez · Périchon · Rochas · Sabatini · Sajnok · Vanbilsen · A. Viviani · E. Viviani · Wallays · Toumire (stagiair) · Zingle (stagiair) · Lebreton (stagiair)
Allegaert · Armée · Bidard · Bohli · Carvalho · Champion · Cimolai · Consonni · Coquard · Delettre · Fernández · Finé · Geschke · Jesús Herrada · José Herrada · Izagirre · Kreder · Lafay · Martin · Perez · Périchon · Renard · Rochas · Sajnok · Thomas · Toumire · Vanbilsen · Villella · Wallays · Walscheid · Zingle · Kolze Changizi (stagiair) · Lecamus-Lambert (stagiair) · Wood (stagiair)
Bohli · Brun · Charrin · de Kleijn · J. Eriksson · L. Eriksson · Froidevaux · Heming · Kamp · Kelemen · Kluckers · Kolze Changizi · Pellaud · Pluimers · Reichenbach · Suter · Thalmann · Voisard · Wilksch (vanaf 5/8) · Wirtgen · Zijlaard
Bohli · Brenner · Brun · Charrin · Dainese · de Kleijn · J. Eriksson · L. Eriksson · Froidevaux · Heming · Kamp · Kelemen · Kluckers · Kolze Changizi · Krieger · Mayrhofer · Pellaud · Pluimers · Reichenbach · Rondel (vanaf 20/7) · Storer · Stork · Suter · Thalmann · Trentin · Voisard · Wilksch · Wirtgen · Zijlaard